# Tainstvennaja nachodka
Tainstvennaja nachodka (Таинственная находка) è un film del 1953 diretto da Boris Alekseevič Buneev.